# Hoofdklasse hockey dames 1988/89
Het seizoen 1988/89 is de 8ste editie van de dameshoofdklasse waarin onder de KNHB-vlag om het landskampioenschap hockey werd gestreden. 
In het voorgaande seizoen zijn Rotterdam en Laren gedegradeerd. Hiervoor zijn EMHC en Bloemendaal in de plaats gekomen.
Amsterdam werd landskampioen, Upward en Were Di degradeerden rechtstreeks.

## Eindstand
Na 22 speelronden was de eindstand:
| #  | Club        | GS | W  | G | V  | P  | DV      | DT      | DS  |
| -- | ----------- | -- | -- | - | -- | -- | ------- | ------- | --- |
| 1  | Amsterdam   | 22 | 18 | 2 | 2  | 38 | 84 - 8  | 84 - 8  | +76 |
| 2  | HGC         | 22 | 16 | 5 | 1  | 37 | 49 - 12 | 49 - 12 | +37 |
| 3  | MOP         | 22 | 10 | 7 | 5  | 27 | 37 - 26 | 37 - 26 | +11 |
| 4  | Groningen   | 22 | 10 | 4 | 8  | 24 | 29 - 25 | 29 - 25 | +4  |
| 5  | Kampong     | 22 | 10 | 3 | 9  | 23 | 38 - 32 | 38 - 32 | +6  |
| 6  | Hilversum   | 22 | 9  | 5 | 8  | 23 | 29 - 26 | 29 - 26 | +3  |
| 7  | HDM         | 22 | 8  | 4 | 10 | 20 | 26 - 30 | 26 - 30 | -4  |
| 8  | Bloemendaal | 22 | 8  | 4 | 10 | 20 | 33 - 44 | 33 - 44 | -11 |
| 9  | DKS         | 22 | 7  | 2 | 13 | 16 | 23 - 51 | 23 - 51 | -28 |
| 10 | EMHC        | 22 | 5  | 5 | 12 | 15 | 22 - 45 | 22 - 45 | -23 |
| 11 | Upward      | 22 | 4  | 7 | 11 | 15 | 18 - 44 | 18 - 44 | -26 |
| 12 | Were Di     | 22 | 1  | 4 | 17 | 6  | 16 - 59 | 16 - 59 | -43 |

### Legenda
| Afk.      | Betekenis                                                     |
| --------- | ------------------------------------------------------------- |
| GS        | aantal gespeelde wedstrijden                                  |
| W         | aantal gewonnen wedstrijden                                   |
| G         | aantal gelijk gespeelde wedstrijden                           |
| V         | aantal verloren wedstrijden                                   |
| P         | totaal aantal punten                                          |
| DV        | aantal gemaakte doelpunten                                    |
| DT        | aantal doelpunten tegen                                       |
| DS        | doelsaldo                                                     |
| Amsterdam | Landskampioen Amsterdam plaatst zich voor de Europacup I 1990 |
| Upward    | Upward en Were Di zijn rechtstreeks gedegradeerd              |

Nederlands landskampioenschap

1921/22 ·
1922/23 ·
1923/24 ·
1924/25 ·
1925/26 ·
1926/27 ·
1927/28 ·
1928/29 ·
1929/30 ·
1930/31 ·
1931/32 ·
1932/33 ·
1933/34 ·
1934/35 ·
1935/36 ·
1936/37 ·
1937/38 ·
1938/39 ·
1939/40 ·
1940/41 ·
1941/42 ·
1942/43 ·
1943/44 ·
1944/45 ·
1945/46 ·
1946/47 ·
1947/48 ·
1948/49 ·
1949/50 ·
1950/51 ·
1951/52 ·
1952/53 ·
1953/54 ·
1954/55 ·
1955/56 ·
1956/57 ·
1957/58 ·
1958/59 ·
1959/60 ·
1960/61 ·
1961/62 ·
1962/63 ·
1963/64 ·
1964/65 ·
1965/66 ·
1966/67 ·
1967/68 ·
1968/69 ·
1969/70 ·
1970/71 ·
1971/72 ·
1972/73 ·
1973/74 ·
1974/75 ·
1975/76 ·
1976/77 ·
1977/78 ·
1978/79 ·
1979/80 ·
1980/81
Hoofdklasse dames

1981/82 · 
1982/83 · 
1983/84 · 
1984/85 · 
1985/86 · 
1986/87 · 
1987/88 · 
1988/89 · 
1989/90 · 
1990/91 · 
1991/92 · 
1992/93 · 
1993/94 · 
1994/95 · 
1995/96 · 
1996/97 · 
1997/98 · 
1998/99 · 
1999/00 · 
2000/01 · 
2001/02 · 
2002/03 · 
2003/04 · 
2004/05 · 
2005/06 · 
2006/07 · 
2007/08 · 
2008/09 · 
2009/10 · 
2010/11 · 
2011/12 · 
2012/13 ·
2013/14 ·
2014/15 ·
2015/16 ·
2016/17 ·
2017/18 ·
2018/19 ·
2019/20 ·
2020/21 ·
2021/22 ·
2022/23 ·
2023/24 ·
2024/25 ·
Nederlandse competities: Hoofdklasse (zaal) · Promotieklasse · Overgangsklasse · Eerste klasse · Tweede klasse · Derde klasse · Vierde klasse · Gold Cup · Silver Cup

Nederlands kampioenschap: Lijst van Nederlandse landskampioenen hockey · Lijst van Nederlandse landskampioenen zaalhockey

Europese competities: Euro Hockey League · Europacup I · Europa Cup II · Europacup zaalhockey